# Slavětín (Hudčice)
Slavětín je malá vesnice, část obce Hudčice v okrese Příbram ve Středočeském kraji. Nachází se asi dva kilometry západně od Hudčic. Je zde evidováno 23 adres. V roce 2011 zde trvale žilo dvacet obyvatel. Vesnice je rozdělená do tří částí a nachází se u ní železniční zastávka Slavětín u Březnice.
Slavětín leží v katastrálním území Hudčice o výměře 8,77 km².

## Historie
První písemná zmínka o vesnici pochází z roku 1390.

## Obyvatelstvo
| Rok            | 1869 | 1880 | 1890 | 1900 | 1910 | 1921 | 1930 | 1950 | 1961 | 1970 | 1980 | 1991 | 2001 | 2011 | 2021 |
| -------------- | ---- | ---- | ---- | ---- | ---- | ---- | ---- | ---- | ---- | ---- | ---- | ---- | ---- | ---- | ---- |
| Počet obyvatel | 108  | 89   | 92   | 87   | 82   | 74   | 76   | 54   | 75   | 60   | 40   | 31   | 18   | 20   | 18   |
| Počet domů     | 17   | 17   | 17   | 17   | 15   | 15   | 15   | 14   | 14   | 17   | 15   | 16   | 16   | 15   | 17   |

## Obecní správa
Při sčítání lidu v letech 1850–1960 Slavětín byl osadou obce Koupě, se kterým patřila nejprve do okresu Blatná, ale od roku 1960 v okrese Příbram. Od 12. června 1960 do 31. prosince 1979 byl částí obce Hudčice v okrese Blatná. Od 1. ledna 1980 do 30. června 1990 byl částí obce Volenice v okrese Příbram. Od 1. července 1990 je opět částí obce Hudčice v okrese Příbram.